# Macho Callagan
Macho Callagan (Macho Callahan) è un film del 1970 diretto da Bernard L. Kowalski.

## Trama
Messo dietro le sbarre durante la guerra, Diego Callagan (Callahan in originale), noto anche come "Macho", si reca in Texas alla ricerca dell'uomo responsabile della sua prigionia.
Callagan litiga con un colonnello dell'esercito confederato con un braccio solo, David Mountford, per una bottiglia di champagne e lo uccide davanti a sua moglie, Alexandra. Giurando vendetta, la donna mette immediatamente una taglia di $ 1.000 sulla testa dell'ex-carcerato. Attira Duffy, che indossa gli stivali gialli con cui Callagan lo ricorda, per aiutarla a cercarlo.
Viaggiando con Alexandra attraverso il Texas confederato, Duffy individua Callagan e lo sfida a un gioco di ferri di cavallo per soldi, ma quando Alexandra cerca Duffy, scopre che Callagan lo ha impiccato.
Alexandra va a lavorare in un casinò gestito da Harry Wheeler, scrivendo lettere per cowboy analfabeti. Wheeler accetta di assumere una squadra di cacciatori di taglie e di dare la caccia a Callagan. Alexandra vede Callagan al casinò e fa amicizia con un giovane cowboy, Yancy. Lo convince che il suo onore è stato insultato. Yancy va dove Callagan sta giocando a poker e scoppia una rissa. Lui scappa nella confusione ma lei insegue Callagan da sola e lo incontra, e i due viaggiano con il partner di Callagan.
Più tardi, nella cabina di Callagan, Alexandra cerca di ucciderlo, ma Callagan la sopraffà e la picchia selvaggiamente prima di violentarla. Nonostante il pestaggio selvaggio le abbia lasciato cicatrici sul viso, Alexandra decide di restare nella capanna. Dopo essere stata quasi uccisa da un'orsa che proteggeva il suo cucciolo, viene salvata da Callagan, che spara all'orsa uccidendola. Salva il cucciolo perché non sopravviverà da solo. Si innamora di Callagan.
Innamorata dell'uomo che ha ucciso suo marito, viaggia con Callagan e il suo partner, ma il gruppo di Wheeler è alle calcagna. Gli uomini di Wheeler sono determinati a raccogliere quella ricompensa e Callagan scopre di non poterli uccidere tutti.